# Biennale de la céramique d'Andenne
Lancée en 1988 par Michel Levêque et Pascal Léonard sous le nom de "Viens voir un pot", la première manifestation connaît directement un succès d'estime et plus de 3000 visiteurs. De ce fait, l'ASBL Artecérame, organisatrice de l’événement, fut créée en 1990. La Biennale de la Céramique d'Andenne (Belgique) a acquis au fur et à mesure des éditions une renommée et un caractère international. Cette manifestation est un moment de rassemblement de référence dans le monde de la céramique et se déroule toutes les années paires au week-end de la Pentecôte.  
De nombreux Potiers et artistes belges et étrangers y présentent leurs dernières œuvres à un public connaisseur, collectionneur ou encore amateur, au travers d'un Marché de Potiers et d'une Exposition-promenade de céramique contemporaine.  
Pour chaque édition, un pays est invité à présenter une sélection de ses meilleurs créateurs. Ainsi, les différentes éditions ont vu entre autres la participation du Danemark, de la Suisse et des Pays-Bas. 
L'année 2000 fut une année déterminante, relançant la dynamique et le caractère international de la Biennale de la Céramique, marquant définitivement les éditions ultérieures. Depuis cette année-là, un nombre important de pays extra-européens ont pu participer à la manifestation dont le Bénin, le Sénégal, le Burkina Faso, le Mali, le Niger, la République démocratique du Congo pour l’Afrique et la Barbade, Belize, Dominique, Grenade, Guyanna, Haïti, Jamaïque, République dominicaine, St Kitts & Névis, Ste Lucie, Trinidad & Tobago et Cuba. Autant de pays qui créent la richesse et la diversité de la Biennale de la Céramique au fil de ses différentes éditions. 
Mais en 2005, l'ampleur prise par la Biennale de la Céramique a suscité un nouvel élan et la mise en place d'un Comité organisateur constitué, autour de l’ASLB. Artecérame, par un ensemble de partenaires institutionnels dont la Ville d’Andenne, le Centre Culturel d'Andenne, l’Office du Tourisme d'Andenne, le Musée de la céramique d'Andenne. Cette nouvelle structure organisatrice conserve néanmoins le principe international de la manifestation mais elle renforce le caractère participatif des andennais, à une manifestation qui est aussi la leur, et ce au travers de diverses activités artistiques, des colloques, des rencontres ou encore des ateliers tout au long de l'année. 
En 2006, le Vietnam est le premier pays asiatique présenté lors de cet événement.